# Денике, Борис Петрович
Борис Петрович Денике (15 [27] января 1885 или 15 января 1885, Казань — 14 октября 1941, Раменское, РСФСР, СССР) — советский историк искусства, доктор искусствоведения. Профессор МГУ (1925). Директор Музея восточных культур в Москве. Брат политического деятеля русской эмиграции Ю. П. Денике.

## Биография
Родился в Казани 15 (27) января 1885 года. происходил из дворянской семьи.
Окончил Казанскую гимназию и историко-филологический факультет Казанского университета с дипломом 1-й степени (1911). Будучи студентом, выступил с докладом «Влияние форм самобытного деревянного зодчества на развитие русской церковной архитектуры», занимался изучением русской иконописи в допетровскую эпоху. Был оставлен для приготовления к профессорскому званию по кафедре истории и теории искусств и в 1913 году был отправлен для совершенствования знаний в Германию.
В 1914 году вернулся в Россию, в 1915 году выдержал магистерские испытания (античное искусство, римские древности, христианское искусство и эстетика) и по прочтении двух пробных лекций в Казанском университете был принят приват-доцентом по кафедре истории и теории искусств. В том же году стал старшим ассистентом при музеях искусств и древностей, нумизматическом и отечествоведения. Тогда же был избран членом Общества истории, археологии и этнографии при Казанском университете. Одновременно состоял научным сотрудником Казанского музея, членом Симбирской губернской учёной архивной комиссии; состоял казначеем Комитета по оказанию помощи беженцам при Казанском университете.
В дальнейшем был исполняющим должность экстраординарного профессора историко-филологического факультета Казанского университета (в должности числился до 1 января 1919 года).
В 1919 году активно участвовал в культурно-общественной жизни колчаковского Омска. Приват-доцент, исполняющий должность профессора омского политехникума. Затем работал в Томске — в секции по делам музеев и охране памятников искусства и старины губернского отдела народного образования (по май 1920 г.). В сентябре 1918 года вместе с частью преподавателей и студентов был эвакуирован в Сибирь и в качестве экстраординарного профессора читал лекции в Омском политехническом институте. С 1 июля 1919 года состоял и.д. экстраординарного профессора по кафедре теории и истории искусств историко-филологического факультета Томского университета.
С 1921 года преподавал в Московском университете (с 1925 года — профессор), а после 1930 года — в Московском институте философии, литературы, истории. В годы работы возглавлял кафедры восточного и античного искусства этнологического факультета (1925—1929), восточного искусства факультета литературы и искусства (1930—1931), преподавал на кафедре истории, читал лекции по истории искусств Азии. Также являлся действительным членом НИИ искусствознания и археологии при факультете общественных наук (1922—1925).
В 1923 году опубликовал первую на русском языке книгу по истории искусства средневекового мусульманского востока — «Искусство Востока: (Очерк истории мусульманского искусства)» (Казань, 1923).
В 1920-х и 1930-х годах плодотворно сотрудничал в Российской ассоциации научно-исследовательских институтов общественных наук (РАНИОН), в 1939—1941 годах был сотрудником Музея изобразительных искусств им. А. С. Пушкина.
Стал вторым директором Музея восточных культур (ныне Музей искусства народов Востока, Москва).
В сентябре 1926 года состоялась первая археологическая экспедиция музея в Среднюю Азию, где под руководством Б. П. Денике проводились раскопки Старого Термеза. Исследования, продолженные им в 1927 и 1928 годах, дали уникальные материалы из раскопок дворца XII века и других памятников.
Умер 14 октября 1941 года в Раменском.

## Сочинения
- Дульский П. М. Памятники казанской старины: Очерк / Изд. С. В. Соломина. — Казань: Центр. тип., 1914. — 231 с.: 50 снимков видов «Старой Казани». — Прилож.: Археол. этюд, Денике Б. П. О фресках Свияжского Успенского монастыря (с 6 снимками древ. живописи).
- Искусство Востока: : (очерк истории мусульманского искусства: с 11 фототипиями). — Казань: издание Комбината изд-ва и печати, 1923;
- Искусство Средней Азии : 23 иллюстрации : [Сборник статей] / Предисл. И. Н. Бороздина. — Москва : Центральное издательство народов СССР, 1927. — 55, [1] с., 23 с. : ил.; 22 см. — (Художественная культура Востока СССР / Под общей ред. проф. И. Н. Бороздина).
- Китайская архитектура и её отражение в Западной Европе. Предисловие с англ. — М.: РАНИОН, 1929. — 42 с. (совместно с В. В. Згура)
- Япония : [Альбом по архитектуре]. — Москва : Изд-во Всесоюзной академии архитектуры, 1935 (тип. им. Сталина). — 103 с. : ил.; 30х24 см. — (Города и страны / Под общей редакцией И. Маца).
- Японская цветная гравюра. — Москва : Изогиз, 1936. — 195 с., 11 л. фронт. ил. : ил.; 21 см;
- Китай : [Альбом по архитектуре]. — Москва : Изд-во Всесоюзной академии архитектуры, 1935. 122 с. : ил.; 30х23 см. — (Города и страны / Под общей редакцией И. Маца).
- Живопись Ирана. — М., 1938;
- Архитектурный орнамент Средней Азии. — М.-Л..: Изд-во Всесоюзной Академии архитектуры, 1939. — 228 с. — 2500 экз.
- Искусство Китая. — М.-Л.: Искусство, 1939. — 96 с.
- Краткая история искусства Китая, М. ‒ Л.: Искусство, 1948. — 211 с. (совместно с О. Глухарёвой).